# Авогадро (род)
Авогадро (итал. Avogadro или Avogader) — благородное семейство в северной Италии.
Фамилия скорее всего происходит от слова avogadro или avogaro, которое в средневековом венецианском диалекте обозначало не только адвоката, но вообще любого чиновника, взаимодействующего с людьми. Предположительно, имелись в виду древние Advocati Ecclesiae, которые имели право держать поводья лошадей епископа Брешии. Предположительно данная семья происходит из Сареццо.
Уже в XIII веке в Брешии были представители благородных семейств, называемые Avogadri, которым епископ доверял вооружённую защиту своих владений.
В районе 1600 года Авогадро управляли от имени епископа местечком Сареццо в долине Тромпия.
В XVI веке семья поселилась в Бьелла и Верчелли.

## Известные представители
- Авогадро, Альберт (1149—1214) — святой, латинский патриарх Иерусалима.
- Авогадро, Амедео (1776—1856) — итальянский физик и химик.